# Megaselia inaequalis
Megaselia inaequalis är en tvåvingeart som först beskrevs av Enrico Adelelmo Brunetti 1912.  Megaselia inaequalis ingår i släktet Megaselia och familjen puckelflugor. Inga underarter finns listade i Catalogue of Life.